# Attila (banda)
Attila foi a banda de Billy Joel quando jovem. Billy foi membro da banda chamada The Hassles; ele, o baterista Jon Small saíram da Hassles e formaram Attila em 1969. A maioria das músicas foram realizadas com órgão e bateria, Billy Joel também tocava o baixo com o teclado; como o integrante do The Doors, Ray Manzarek. A criativa parceria terminou em 1970 quando Joel se envolveu com a esposa de Small, Elizabeth, no entanto isso não acabou com colaborações de Jon, ele produziu o vídeo de clipe концерт de Joel e também a apresentação "live at Shea stadium".
Eles lançaram apenas um álbum, Attila, em 1970, logo após relançado pela CBS em 1985. Attila é normalmente selecionado por críticos e outros jornalistas da indústria da música como um dos piores álbuns de sempre de rock, mas também recebe significantes elogios de pessoas que normalmente não escutariam Billy Joel. Joel descreveu a gravação do álbum como "porcaria psicodélica".
Uma faixa do álbum, "Amplifier Fire, Part 1 (Godzilla)", apareceu no álbum compilação My Lives de Joel em 2005.

## Membros
- Billy Joel: vocal, teclado, arranjos e composição
- Jon Small:  bateria, arranjos e composição
- Glenn Evans: empresário